# Кемеровска област
Кемеровска област е субект на Руската федерация, в Сибирския федерален окръг. Площ 95 725 km (34-то място по големина в Руската Федерация, 0,56% от нейната площ). Население на 1 януари 2017 г. 2 695 028 души (17-о място в Руската Федерация, 1,83% от нейното население). Административен център град Кемерово. Разстояние от Москва до Кемерово 3482 km.

## Историческа справка
Първото руско селища в региона е Кузнецкия острог (укрепено селище), което възниква през 1618 г., от 1931 г. град Новокузнецк. През 1698 г. е основано Кийското укрепено селище, а през 1856 г. село Кийское е преименувано в град Мариинск. На 26 януари 1943 г. с Указ на Президиума на Върховния Съвет на СССР е образувана Кемеровска област, която е отделена от състава на Новосибирска област.

## Географска характеристика

### Географско положение, граници, големина
Кемеровска област се намира в Азиатската част на Русия, в Южен Сибир. На север граничи с Томска област, на североизток – с Красноярски край, на изток – с Република Хакасия, на юг – с Република Алтай, на югозапад – с Алтайски край и на запад – с Новосибирска област. В тези си граници заема площ от 95 725 km (34-то място по големина в Руската Федерация, 0,56% от нейната площ).

### Релеф
Областта е разположена на границата между Западносибирската равнина и планините на Южен Сибир. Голяма част от територията ѝ е заета от Кузнецката котловина, намираща се между планината Кузнецки Алатау (връх Верхни Зуб 2178 m) на изток и възвишението Салаирски кряж на запад, което се характеризира с плоски форми на релефа и само отделни върхове достигат до 590 m. Релефът на Кузнецката котловина е предимно равнинен, на места набразден от суходолия и оврази. Крайният юг на областта представлява обширна територия заета от средновисоките планини на историческата област Горна Шория.

### Климат
Климатът в областта е континентален. Зимата е продължетелна със средна януарска температура от -17 до 20 °C, лятото е кратко, но топло със средна юлска температура от 17 до 20 °C. Годишната сума на валежите е от 300 до 500 mm в Кузнецката котловина и до 900 mm в околните планини. Вегетационния период (минимални денонощни температури над 5 °C) е от 137 до 160 дни.

### Води
На територията на Кемеровска област протичат 32 109 реки и потоци (с дължина над 1 km) с обща дължина 76 479 km и всички те принадлежат към водосборния басейн на река Об, вливаща се в Карско море. Най-голямата река в областта е Том (десен приток на Об), която пресича цялата ѝ територия от югоизток на северозапад на протежение от 485 km. В река Том се вливат реките: леви – Мрас Су, Кондома и др.; десни – Уса, Горна, Средна и Долна Терс, Тайдон и др. В западната част преминават най-горните течения на реките Чумиш и Иня (десни притоци на Об), а на североизток протичат реките Кия и Яя, леви притоци на река Чулим, която също е десен приток на Об.
Речната система на областта е неравномерно развита, като най-голяма е гъстота ѝ в предпланинските и планински източни и южни райони, а най-малка – в равнинните части. Реките имат смесено подхранване с преобладаване на снежното (50 – 80%) и дъждовното. Речният им режим се характеризира с високо пролетно пълноводие, лятно-есенно маловодие, прекъсвано от епизодични прииждания в резултат на поройни дъждове и ясно изразено зимно маловодие. Те замръзват обикновено през ноември или началото на декември, а се размразяват в началото или средата на април.
В областта има около 850 езера с обща площ 101 km2, като само 5 от тях са с площ над 1 km2. Езерата в областта са предимно крайречни, а в планината Кузнецки Алатау са разположени малки планински карстови езера. Най-голямото естествено езеро в Кемеровска област е Болшой Берчикул (25 km2) в североизточната част. Най-голямото изкуствено езеро е Беловското водохранилище (13,6 km2).

### Почви, растителност
Кемеровска област се дели на северозападна – степна и южна и югоизточна – горска зона. Преобладаващите почви са черноземните и сивите горски, заемащи безлесните пространства по плоските и широки вододели и техните полегати склонове. По дъната на долините са развити блатни и ливадни почви. В планинските райони са разпространени планински-горски, планинско-ливадни и планинско-тундрови почви.
Преобладаващата растителност е горската и лесостепната. Горите покриват 4,5 млн.ха, като 56% са иглолистни, а 44% – широколистни. В лесостепните райони на Кузнецката котловина залесеността е под 10% и е представено от бреза и осика. На североизток залесеността се увеличава до 25% и е представена от същите видове. Основните горски масиви са съсредоточени в планината Кузнецки Алатау, във възвишението Салаирски кряж и в планинската област Горна Шория.

## Население
На 1 януари 2017 г. населението на Кемеровска област е наброявало 2 695 028 души (17-о място в Руската Федерация, 1,83% от нейното население). Гъстота 30,4 души/km2. Кемеровска област е една от най-урбанизираните области в Русия, като около 70% от населението ѝ живее в някои от 9-те големи града.

## Административно-териториално деление
| Карта | Муниципални райони |
| ----- | --- |
|       | 1. Юргински 2. Яшкински 3. Яйски 4. Ижморски 5. Мариински 6. Тяжински 7. Чебулински 8. Тисулски 9. Крапивински 10. Кемеровски 11. Топкински 12. Промишленовски 13. Ленинск-Кузнецки 14. Гуревски 15. Беловски 16. Новокузнецки 17. Прокопевски 18. Таштаголски Центрове на градски окръзи (червени точки и цифри): 1. Юргински 2. Тайгински 3. Анжеро-Судженски 4. Березовски 5. Кемеровски 6. Ленинск-Кузнецки 7. Полисаевски 8. Беловски 9. Краснобродски 10. Киселовски 11. Прокопевски 12. Новокузнецки 13. Мисковски 14. Междуреченски 15. Осинниковски 16. Калтански |

В административно-териториално отношение Кемеровска област се дели на 16 областни градски окръга, 18 муниципални района, 20 града, в т.ч. 19 града с областно подчинение и 1 град (Салаир) с районно подчинение и 23 селища от градски тип, в т.ч 1 сгт с областно подчинение (Краднобродски).
| Административна единица | Площ (km2) | Население (2017 г.) | Административен център | Население (2017 г.) | Разстояние до Кемерово (в km) | Други градове и сгт с районно подчинение   |
| ----------------------- | ---------- | ------------------- | ---------------------- | ------------------- | ----------------------------- | ------------------------------------------ |
| Областни градски окръзи |            |                     |                        |                     |                               |                                            |
| 1. Юрга                 | 45         | 81 733              | гр. Юрга               | 81 733              | 143                           |                                            |
| 2. Тайга                | 553        | 26 013              | гр. Тайга              | 24 183              | 118                           |                                            |
| 3. Анжеро Судженск      | 340        | 77 666              | гр. Анжеро Судженск    | 71 787              | 115                           | Руднични                                   |
| 4. Березовски           | 82         | 48 944              | гр. Березовски         | 46 859              | 27                            |                                            |
| 5. Кемерово             | 282        | 556 820             | гр. Кемерово           | 556 820             |                               |                                            |
| 6. Ленинск Кузнецко     | 113        | 99 037              | гр. Ленинск Кузнецки   | 96 921              | 131                           |                                            |
| 7. Полисаево            | 49         | 29 466              | гр. Полисаево          | 26 510              | 19                            |                                            |
| 8. Белово               | 219        | 128 100             | гр. Белово             | 72 843              | 170                           | Бачатски, Грамотеино, Инской, Нови Городок |
| 9. Краснобродски        | 133        | 14 371              | сгт Краснобродски      | 11 715              | 213                           |                                            |
| 10. Киселевск           | 292        | 96 237              | гр. Киселевск          | 90 980              | 240                           |                                            |
| 11. Прокопевск          | 228        | 196 406             | гр. Прокопевск         | 196 406             | 269                           |                                            |
| 12. Новокузнецк         | 424        | 552 445             | гр. Новокузнецк        | 552 445             | 308                           |                                            |
| 13. Миски               | 729        | 43 780              | гр. Миски              | 41 628              | 350                           |                                            |
| 14. Междуреченск        | 7323       | 99 896              | гр. Междуреченск       | 97 895              | 370                           |                                            |
| 15. Осинники            | 71         | 47 820              | гр. Осинники           | 43 008              | 350                           |                                            |
| 16. Калтан              | 98         | 30 261              | гр. Калтан             | 20 947              | 338                           |                                            |
| Муниципални райони      |            |                     |                        |                     |                               |                                            |
| 1. Юргински             | 2510       | 21 674              | гр. Юрга               |                     | 143                           |                                            |
| 2. Яшкински             | 3484       | 26 248              | сгт Яшкино             | 13 884              | 190                           |                                            |
| 3. Яйски                | 2760       | 18 147              | сгт Яя                 | 10 810              | 277                           |                                            |
| 4. Ижморски             | 3610       | 11 395              | сгт Ижморски           | 4879                | 293                           |                                            |
| 5. Мариински            | 5607       | 54 977              | гр. Мариинск           | 39 091              | 367                           |                                            |
| 6. Тяжински             | 3531       | 22 670              | сгт Тяжински           | 10 121              | 427                           | Итатски                                    |
| 7. Чебулински           | 3780       | 14 536              | сгт Верх Чебула        | 4584                | 392                           |                                            |
| 8. Тисулски             | 8060       | 21 383              | сгт Тисул              | 7801                | 476                           | Белогорск, Комсомолск                      |
| 9. Крапивински          | 6930       | 23 473              | сгт Крапивински        | 7373                | 87                            | Зеленогорски                               |
| 10. Кемеровски          | 4300       | 47 130              | гр. Кемерово           |                     |                               |                                            |
| 11. Топкински           | 2690       | 43 862              | гр. Топки              | 27 963              | 38                            |                                            |
| 12. Промишленовски      | 3083       | 47 844              | сгт Промишленая        | 17 821              | 220                           |                                            |
| 13. Ленинск Кузнецки    | 2356       | 21 847              | гр. Ленинск Кузнецки   |                     | 131                           |                                            |
| 14. Гуревски            | 2180       | 40 444              | гр. Гуревск            | 23 089              | 198                           | гр. Салаир                                 |
| 15. Беловски            | 3184       | 27 595              | гр. Белово             |                     | 170                           |                                            |
| 16. Новокузнецки        | 13 290     | 50 493              | гр. Новокузнецк        |                     | 308                           |                                            |
| 17. Прокопевски         | 3500       | 30 988              | гр. Прокопевск         |                     | 269                           |                                            |
| 18. Таштаголски         | 11 383     | 53 041              | гр. Таштагол           | 23 107              | 463                           | Каз, Мундибаш, Спаск, Темиртау, Шерегеш    |

## Икономика
Кемеровска област е важен индустриален регион в Русия. Тук се намират едни от големите въглищни басейни. В южната част на областта е силно развита металургията и въгледобива, също и машиностроенето.
В северната част е по-развито земеделието. Областта има силно развита железопътна мрежа, включително и преминаването и на Транссибирската железница.

## Селско стопанство
Отглежда се едър рогат добитък, птици; зърнени и фуражни култури, картофи, зеленчуци. Разполага с пчеларство.
| хиляди хектара | 1599 | 1447 | 1275,6 | 1141,6 | 1065,3 | 1037,1 | 971,7 |

## Почести
Малката планета 2140 Кемерово открита през 1970 г. от съветския астроном Тамара Михайловна Смирнова е кръстена на Кемеровска област.

## Известни жители на Кемеровска област
- Маша Распутина – певица
- Алексей Леонов – космонавт